# E-SIDE
《E-SIDE》是日本雙人音樂組合YOASOBI的首張英語迷你專輯，於2021年11月12日由日本索尼音樂娛樂發行。本專輯將收錄YOASOBI於2021年推出的八首英語單曲，包括7月發行的〈Into the Night〉、〈RGB〉，10月發行的〈Blue〉，以及11月發行的〈Haven't〉、〈Comet〉、〈Encore〉、〈Tracing A Dream〉。

## 背景
自7月2日發布〈Into the Night〉以來，YOASOBI便開始於日本英語歌曲市場駐足，並積極拓展海外市場。隨後更推出了〈RGB〉、〈Monster〉來進一步地吸引英語聽眾。
10月29日，YOASOBI發布了〈群青〉的英文版〈Blue〉，並宣布將推出第一張英語EP《E-SIDE》，預計於11月12日採數位下載限定的方式推出。
除了已發佈的四支英語單曲，這張EP還包含另外於11月11日一次發布的單曲 ：譯自〈或許〉的〈Haven't〉、譯自〈溫柔的彗星〉的〈Comet〉、譯自〈安可〉的〈Encore〉、譯自〈重現夢境〉的〈Tracing A Dream〉。
11月7日，官方頻道發布《E-SIDE》的「交錯試聽版」(Cross-Fade)。
專輯全碟於2021年11月12日開放在Spotify、Apple Music、YouTube Music等平台串流或下載。

## 收錄曲目
| 《E-SIDE》 | 《E-SIDE》      | 《E-SIDE》 |
| 曲序       | 曲目            | 时长       |
| ---------- | --------------- | ---------- |
| 1.         | Into the Night  | 4:21       |
| 2.         | Haven't         | 4:16       |
| 3.         | Monster         | 2:48       |
| 4.         | Comet           | 3:33       |
| 5.         | RGB             | 3:42       |
| 6.         | Encore          | 4:30       |
| 7.         | Blue            | 4:08       |
| 8.         | Tracing A Dream | 4:01       |
| 总时长：   | 总时长：        | 31:19      |